# Oriol Vilapuig Morera
Oriol Vilapuig Morera (Sabadell, 1964) és un pintor català, net del paisatgista Joan Vila Puig. Va estudiar a l'Escola d'Art EINA de Barcelona (1982-1985) i es va llicenciar en Belles Arts a la Facultat Sant Jordi de la Universitat de Barcelona (1985-1990).
Els seus treballs adopten una metodologia propera a l'assaig. Partint de la tradició com allò preexistent, les seves propostes utilitzen mecanismes d'apropiació, cita i muntatge com a formes per generar renovats imaginaris al voltant d'experiències relacionades amb el cos, el desig, l'erotisme, la pèrdua, la por o el temps.
Conserven obra d'Oriol Vilapuig la Col·lecció Gelonch Viladegut i el Museu d'Art de Sabadell.

## Exposicions
- 2021 - Estudis sobre l'erotisme. Le bain de Diane, Museu d'Art de Sabadell.[5]
- 2020 - Son. Empremtes i figuracions a les Valls d'Àneu Una intervenció d'oriol vilapuig al Museu Nacional, Museu Nacional d'Art de Catalunya.[6]
- 2019 - Continuen tremolant, Halfhouse, Barcelona.[2]
- 2018 - Aplicación Murillo, materialismo, charitas, populismo, Convento de los Venerables, Sala CICUS, Sevilla.[2]
- 2017 - Estudios sobre erotismo, Galería Casa Sin Fin, Madrid.[2]
- 2017 - La nit sexual, Fundació Suñol.
- 2016 - La lliçó de Diògenes, Centre Cultural Tecla Sala, Hospitalet de Llobregat.[2]
- 2015 - Contornos de lo audiovisual. Puntos para un movimiento que rodea, Tabakalera, San Sebastià.[2]
- 2014 - Tan funesto deseo, Galería Casa Sin Fin, Madrid.[7][8]
- 2013 - Contra Tàpies, Fundació Tàpies, Barcelona.[2]
- 2012 - Cartografies contemporànies, Caixa Fòrum, Barcelona/Madrid.[2]
- 2012 - Episodis crítics (1957 a 2011) Col·lecció MACBA, MACBA, Barcelona.[2]
- 2011 - La por més antiga, Galeria Joan Prats–Artgràfic, Barcelona.[9]
- 2007 - El flux de les aparances, Galeria SIS, Sabadell, Barcelona.[10]
- 2002 - Res, Galería Fúcares, Madrid.[11][12]
- 1994 - Conte d'hivern, Universitat de València, València.[13]